# Matemàgia
La matemàgia és una branca de la màgia i l'il·lusionisme que fa servir procediments basats en propietats matemàtiques per enganyar l'espectador tot entretenint-lo. La majoria de jocs són automàtics. Un dels principals popularitzadors de la màgia matemàtica va ser Martin Gardner: a gairebé tots els llibres que va publicar, reculls de la seva columna a 
Scientific American, hi ha estudis de màgia matemàtica.
El mentalisme és el camp que més es beneficia de la matemàgia, ja que combinant l'automatisme i obscuritat del mecanisme dels jocs amb la teatralització de l'actuació es fa difícil per part del públic comprendre la forma com s'ha realitzat un joc que sol contenir aspectes impossibles. Sovint es fa servir jocs basats en màgia matemàtica per fer veure que es prediu el futur, es llegeix la ment o es controla la ment.
La matemàgia permet dur a terme a una aproximació recreativa i divertida a l'aprenentatge de conceptes matemàtics. Per exemple, en Lluís Segarra exposa misteris i sorpreses numèrics al seu llibre Matemàgia i també a Encercla el Cercle. Matemàtica recreativa. Enric Ramiro i Pilar Gandia ho fan a 100 Jocs Automàtics de Matemàgia per sorprendre i divertir-se.
La bibliografia sobre la matemàgia en altres llengües és força ampla. En Fernando Blasco, al seu llibre en castellà Matemagia també proporciona una unió comprensible dels mons de la Màgia i de les Matemàtiques. El llibre Tours Extraordinaires de Mathémagie conté jocs avançats molt relacionats amb el mentalisme. Un clàssic en anglès és Mathematical Magic, de William Simon.
La matemàgia connecta amb la màgia que fa servir fenòmens poc coneguts per enlluernar el públic (màgia química, per exemple). També pot relacionar-se amb la ciència recreativa, i en particular amb la matemàtica recreativa.